# Frances Power Cobbe
Frances Power Cobbe (Donabate, 4 dicembre 1822 – Hengwrt, 5 aprile 1904) è stata una scrittrice e attivista irlandese.
Si batté contro la vivisezione e fu leader della campagna per il suffragio femminile. Fondò una serie di gruppi di difesa degli animali, tra cui la National Anti-Vivisection Society (NAVS) nel 1875 e la British Union for the Abolition of Vivisection (BUAV) nel 1898, e fu membro del consiglio esecutivo della London National Society for Women's Suffrage.

## Biografia
Frances Power Cobbe apparteneva ad una famiglia importante discendente dall'arcivescovo Charles Cobbe, Primate d'Irlanda. Nacque nella tenuta di famiglia in quella che oggi è Donabate, nella contea di Dublino.
Cobbe lavorò al Red Lodge Reformatory e visse con la proprietaria Mary Carpenter dal 1858 al 1859, ma una relazione turbolenta tra le due la portò a lasciare la scuola.
Ebbe una relazione omosessuale con la scultrice gallese Mary Lloyd che conobbe a Roma nel 1861, con cui visse dal 1864 fino alla morte di Lloyd. Quella morte, nel 1896, colpì gravemente Cobbe. La sua amica, la scrittrice Blanche Atkinson, scrisse: “Il dolore della morte di Miss Lloyd aveva cambiato l'intero aspetto dell'esistenza per Miss Cobbe. La gioia della vita era sparita. Era stata un'amicizia come raramente si vede: perfetta in amore, simpatia e comprensione reciproca." Cobbe e Lloyd sono sepolte insieme al cimitero della chiesa di Saint Illtud di Llanelltyd, in Galles. In lettere e scritti, Cobbe si riferiva alternativamente a Lloyd come "marito", "moglie" e "cara amica".
Cobbe fondò la Società per la protezione degli animali dalla vivisezione (SPALV) nel 1875, la prima organizzazione al mondo che si batteva contro gli esperimenti sugli animali, e nel 1898 la BUAV, due gruppi che rimangono tutt'oggi attivi. Fu membro del consiglio esecutivo della Società nazionale delle suffragiste di Londra e scrittrice di colonne editoriali per giornali londinesi riguardanti il suffragio, i diritti di proprietà delle donne e l'opposizione alla vivisezione. Intorno al 1880 con Louise Twining fondò le Case per le giovani casalinghe.
Incontrò la famiglia Darwin nel 1868. Convinse Charles Darwin a leggere la Metafisica dell'etica di Immanuel Kant e le opere di John Stuart Mill, in particolare The Subjection of Women, di cui Cobbe aveva scritto una recensione. Darwin perse la fiducia in Cobbe quando questa senza permesso pubblicò una lettera che le aveva scritto. La sua critica su L'origine dell'uomo e la selezione sessuale di Darwin fu pubblicata su The Theological Review nell'aprile 1871.
L'attivismo di Cobbe per i diritti delle donne incluse il patrocinio per le donne autorizzate a sostenere esami universitari e conseguire quindi una laurea a Oxford e Cambridge. Presentò un documento al Congresso delle scienze sociali nel 1862 per discutere della questione.

## Eredità
Un suo ritratto è incluso in un murale di Walter P. Starmer svelato nel 1921 nella chiesa di St Jude-on-the-Hill nel sobborgo di Hampstead Garden di Londra.
Il suo nome e la sua foto (e quelli di altre 58 sostenitrici del suffragio femminile) si trovano sul piedistallo della statua di Millicent Fawcett a Parliament Square a Londra, inaugurato nel 2018.
Il suo nome è elencato sulla parete sud del memoriale dei riformatori nel Kensal Green Cemetery di Londra.

## Opere selezionate
- The Intuitive Theory of Morals (1855)
- On the Pursuits of Women (1863)
- Cities of the Past (1864)
- Criminals, Idiots, Women and Minors (1869)
- Darwinism in Morals (1871)
- Scientific Spirit of the Age (1888)